# قضية قتل باركر-هيوم
قضية قتل باركر-هيوم حدثت في مدينة كريستتشيرش في نيوزيلندا يوم 22 حزيران 1954، عندما قتلت هونورا ريبر (وتعرف ايضاً بأسم هونورا باركر) علي يد ابنتها المراهقة باولين باركر وصديقتها المقربة جوليت هيوم (وعرفت لاحقاً بأسم آن بيري). كان عمر باركر 16 سنة في وقتها، وهيوم عمرها 15 سنة. واصبحت هذه الجريمة مصدر الهام لعدد من الروايات والافلام والمسرحيات والكتب.

## خلفية
ولدت باولين يوفوني باركر (باولين ريبر) يوم 26 أيار 1938. والتقت بجوليت هيوم التي ولدت في لندن عندما كانتها في بداية سن المراهقة. عائلة باركر من طبقة عاملة، بينما عائلة هيوم اكاديمية حيث أن والدها مدرس جامعي وعميد في جامعة كانتربري. ودرستا معاً في مدرسة كريستشرش الثانوية للبنات. عانت الفتاتان من أمراض موهنة في الطفولة، باركر من التهاب العظم والنقي وهيوم من السل. وكان هذا من اسباب علاقتها في البداية، وقامت باركر وهيوم بإضفاء طابع رومانسي على فكرة المرض.
القت الفتاتان لأول مرة في مدرسة كريستشرش الثانوية للبنات وكان سبب صداقتهما في البداية المرض. لاحقا مع تطور صداقتهم، شكلتا حياة خيالية معقدة معًا. كتبا المسرحيات والكتب والقصص التي تتمحور حول هذا العالم. أصبحتا مهووستين ببعضهما البعض، وخاصة جوليت حيث كانت تصاب بالمرض والوهن عند مغادرة باولين منزلها. والدا باولين قلقا من أن الفتيات أصبحوا قريبين جدًا، وأن علاقتهم قد تكون جنسية. وكان الشذوذ الجنسي في وقتها مرض نفسي. والدا هيوم ايضاً قلقا، ولكن استمرت العائلتان في السماح للفتيات برؤية بعضهما البعض، وسمح لباولين بالسهر في منزل هيوم في الإجازات. ولكن في العطلة الصيفية عام 1953. لم يسمح لباولين بالسهر كما كانت في السنوات السابقة.
خلال صداقتهم، اخترعت الفتيات دينهن الخاص. بأفكارهن الخاصة حول الأخلاق. رفضوا المسيحية وعبدوا قديسين خاصين بهم، متصورين بعدًا موازًا يسمى العالم الرابع ، وكان نسختهم الخاصة من الجنة. كان العالم الرابع مكانًا شعروا فيه أنهم قادرون بالفعل على الدخول اليه من حين لآخر، من خلال لحظات التنوير الروحي. وبحسب باركر ، فقد حققوا هذا التنوير الروحي بسبب صداقتهم. لاحقاً وضعت الفتاتان خطة للهروب إلى الولايات المتحدة.
في عام 1954 انفصل والدا هيوم. وأجبرت المشاكل مع أعضاء هيئة التدريس والمجلس والدها على الاستقالة من منصبه كعميد في جامعة كانتربري. وكانت والدتها في علاقة غرامية. خططت الأسرة للعودة إلى إنجلترا، ولكن تقرر إرسال جوليت للعيش مع أقاربها في جنوب افريقيا، على ما يبدو من اجل صحتها. كانت الفتاتان محطمتين بشأن انفصالهما المقبل وقررتا أن باولين يجب أن تذهب إلى جنوب إفريقيا أيضًا. على الرغم من أن والد هيوم وافق على الفكرة، إلا أنه كان واثق من عدم حدوث هذا لأن والدتة باركر لن تسمح لها بالذهاب مع جوليت. ثم شكلت الفتيات خطة لقتل والدة باولين من أجل إزالة العقبة الوحيدة التي تمنعهم من البقاء معا. كانت خطتهم على المدى الطويل هي الذهاب إلى جنوب إفريقيا ثم التوجه إلى هوليوود أو مدينة نيويورك ، حيث اعتقدوا أنهم سينشرون اعمالهم في كتب وافلام.

## جريمة القتل
في يوم 22 حزيران 1954 عثر على جثة هونورا ريبر في متنزة فكتوريا في كريستتشيرش، نيوزيلندا. في ظهيرة ذلك اليوم ذهبت هونورا في نزهة بحديقة فكتوريا مع ابنتها باولين باركر وصديقة ابنتها جوليت هيوم. ما يقرب من 130 مترًا أسفل المسار، في منطقة غابات في المنتزه بالقرب من جسر خشبي صغير، قام هيوم وباركر بضرب ريبر حتى الموت بنصف حجر بناء في جورب قديم. بعد ارتكاب الجريمة، التي خططا لها معًا، هربت الفتاتان، مغطيتان بالدم، إلى كشك الشاي حيث كان الثلاثة قد تناولوا الطعام قبل دقائق فقط. استقبلهم أغنيس وكينيث ريتشي، أصحاب متجر الشاي، وقالتا لهم إن هونورا سقطت وضرب رأسها. عثر على جثتها كينيث ريتشي. وكانت هنالك جروح كبيرة في رأسها والعنق والوجه، مع إصابات طفيفة لأصابعها. وسرعان ما اكتشفت الشرطة سلاح القتل في الغابة القريبة. وسرعان ما انهارت قصة الفتيات عن الموت العرضي لريبر.

## المحاكمة والإدانة
في بداية المحاكمة كانت باولين باركر تعرف بأسم باولين ريبر. امها هونورا ريبر كانت تعيش مع والدها هيربيرت ريبر ولكن اثناء تحقيق الشرطة اكتشف بأنها لم يتزوجا رسمياً. وهكذا، أثناء المحاكمة، تمت الإشارة إلى كل من باولين وهونورا بأسم «باركر».
وكانت المحاكمة مثيرة، بسبب التكهنات حول السحاق و الجنون. تمت إدانة الفتيات في 28 آب 1954؛ وبما انهم أصغر من أن يتم النظر في عقوبة الإعدام، حكم على كل منهم بخمس سنوات في السجن. تقول بعض المصادر أنه تم الإفراج عنهم بشرط ألا يتواصلوا مع بعضهم البعض مرة أخرى، لكن سام بارنيت، وزير العدل آنذاك، أخبر الصحفيين أنه لا يوجد مثل هذا الشرط. كان إطلاق سراح هيوم غير مشروط، وعادت على الفور إلى والدها في إيطاليا، في حين تم وضع باركر في الإفراج المشروط لمدة ستة أشهر في نيوزيلندا، وبعد ذلك غادرت البلاد.
بعد أقل من أربعة أشهر، تم اعتبار الجريمة كدليل قوي على التدهور الأخلاقي من قبل اللجنة الخاصة المعنية بجنوح الأخلاق لدى الأطفال والمراهقين في ما أصبح يعرف باسم تقرير مازنغارب، الذي سمي على اسم رئيسها، أوسي مازنغارب.